# Майкъл Смит (химик)
Вижте пояснителната страница за други личности с името Майкъл Смит.
 Майкъл Смит (на английски: Michael Smith) е канадски биохимик от британски произход, носител на Нобелова награда за химия за 1993 г. „за фундаменталния му принос в създаването на метода на насочената мутагенеза, основан на олигонуклеотидите, и неговото използване за изучаване на белтъците“.
Емигрира в Канада (1956), става канадски гражданин през 1963 г. 

## Биография
Роден е на 26 април 1932 година в Блакпул, графство Ланкашър, Англия, в бедно семейство. От 5-годишна възраст учи в местното църковно училище в продължение на 6 години, когато благодарение на осигурената му стипендия се записва в частното училище „Арнолд“ в родния си град. Учителят му по химия Сидни Лоу насърчава интереса му към химията. През 1950 г., с финансовата подкрепа на комитета по образование в Блакпул, Смит постъпва в Манчестърския университет, получава докторска степен през 1956 г.
След това се занимава с постдокторска работа в лаборатория „Гобинд Корана“ в Университета на Британска Колумбия, Ванкувър, Канада. След кратко време в Университета в Уисконсин, той се завръща във Ванкувър през 1961 г. в лабораториите за морски изследвания на Канада. През 1966 г. е назначен за научен сътрудник на Медицинския съвет за научни изследвания на Канада в Университета на Британска Колумбия, където остава до 1997 г., когато отива в Агенцията за борба с рака на Британска Колумбия.
През 1981 г. става съосновател на биотехнологичната компания „ZymoGenetics“, а през 1987 основава и е директор на лаборатория по биотехнологии в Университета на Британска Колумбия.
Смит се жени за Хелън Кристи през 1960 г. Имат 2 сина и дъщеря.
Умира във Ванкувър на 68-годишна възраст на 4 октомври 2000 г.

## Научна дейност
В началото на 1970-те години Смит синтезира по химичен път олигонуклеотиди – къси двойноверижни фрагменти от ДНК.
През 1978 г. разработва метод, наречен насочена мутагенеза, чрез който се нарушава последователността на базите, изкуствено се променя генетичният код и се предизвиква мутация, която способства за създаването на модифициран белтък. Методът на Смит открива възможности за изследване на белтъците по съвършено нов начин, за развитието на генното инженерство, селекцията и биотехнологиите.

## Отличия
- март 1986 – избран е за редовен член на Кралското научно общество.[1][2]
- 1993 – получава Нобелова награда за химия за неговия фундаментален принос към създаването на олигонуклеотид-насочена място-специфична мутагенеза, публикувана за първи път през 1978 г.[3] и приложението ѝ в генетиката и генното инженерство. Наградата е връчена съвместно на Смит и на Кери Мълис, който създава полимеразната верижна реакция, независимо от работата на Смит.
- 1994 – става член на Ордена на Канада.
- 2001 – основана е фондация „Майкъл Смит“ за изследвания в здравеопазването.
- 2004 – биотехнологичните лаборатории на университета в Британска Колумбия са преименувани на „Майкъл Смит“ лаборатории.
- 2004 – новият изследователски център на биологичните науки в Университета на Манчестър е наименуван „Майкъл“ Смит.